# Отроківський замок
Замок в Отрокові знаходиться в мальовничій місцевості на р. Ушиця.

## Історія
Замок був збудований графом Ігнатієм Сцибором Мархоцьким. Біля замку знаходився великий ландшафтний парк, закладений великими коштами також Сцибором Мархоцьким. Там же знаходився і панський будинок, резиденція Сцибора, в якому знаходилася чудова бібліотека з великою кількістю стародруків та цінних рукописів.
Садиба Мархоцького була розташована в Отрокові, а столицею квазідержави стали Миньківці. Там були школа, аптека, суконна, паперова й каретна фабрики, фабрика анісової олії, цегельний і лакофарбовий заводи, два млини, кілька друкарень. Також Мархоцький заснував музичну академію. У Миньковецькій державі надрукували близько 40 праць — переклади класичної літератури, молитовники, псалми та ін.
Стадницький, пізніший власник замку, тримав в Отрокові стадо расових коней.

## Сучасний стан та використання замку
У травні 2012 року дунаєвецький дослідник Володимир Захар’єв заснував у невеликому будинку в центрі Миньківців приватний музей Ігнація Сцибор-Мархоцького, що також слугує осередком вивчення його спадщини.
У радянські часи в палаці в Отрокові облаштували свинарник. З 2007 року відновлення маєтку взяв на себе львівський науковець, підприємець і винахідник Ігор Скальський. Нині будівля перетворена на готель, а сам пан Ігор активно інвестує час і кошти в реставрацію ще одного архітектурного об’єкта — неорококової резиденції Нафтула Когана у Вищеольчедаєві на Вінниччині.

## Галерея

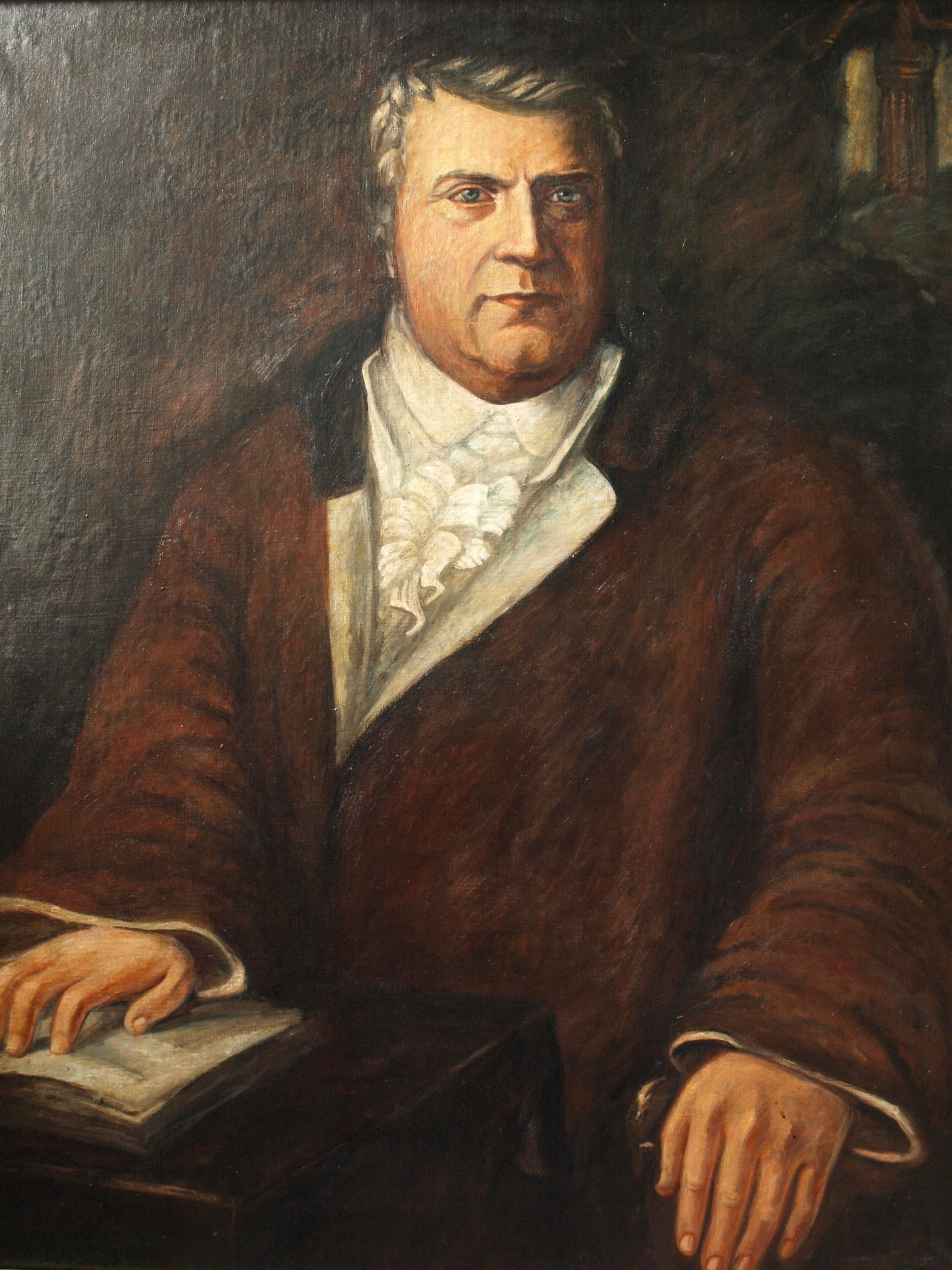
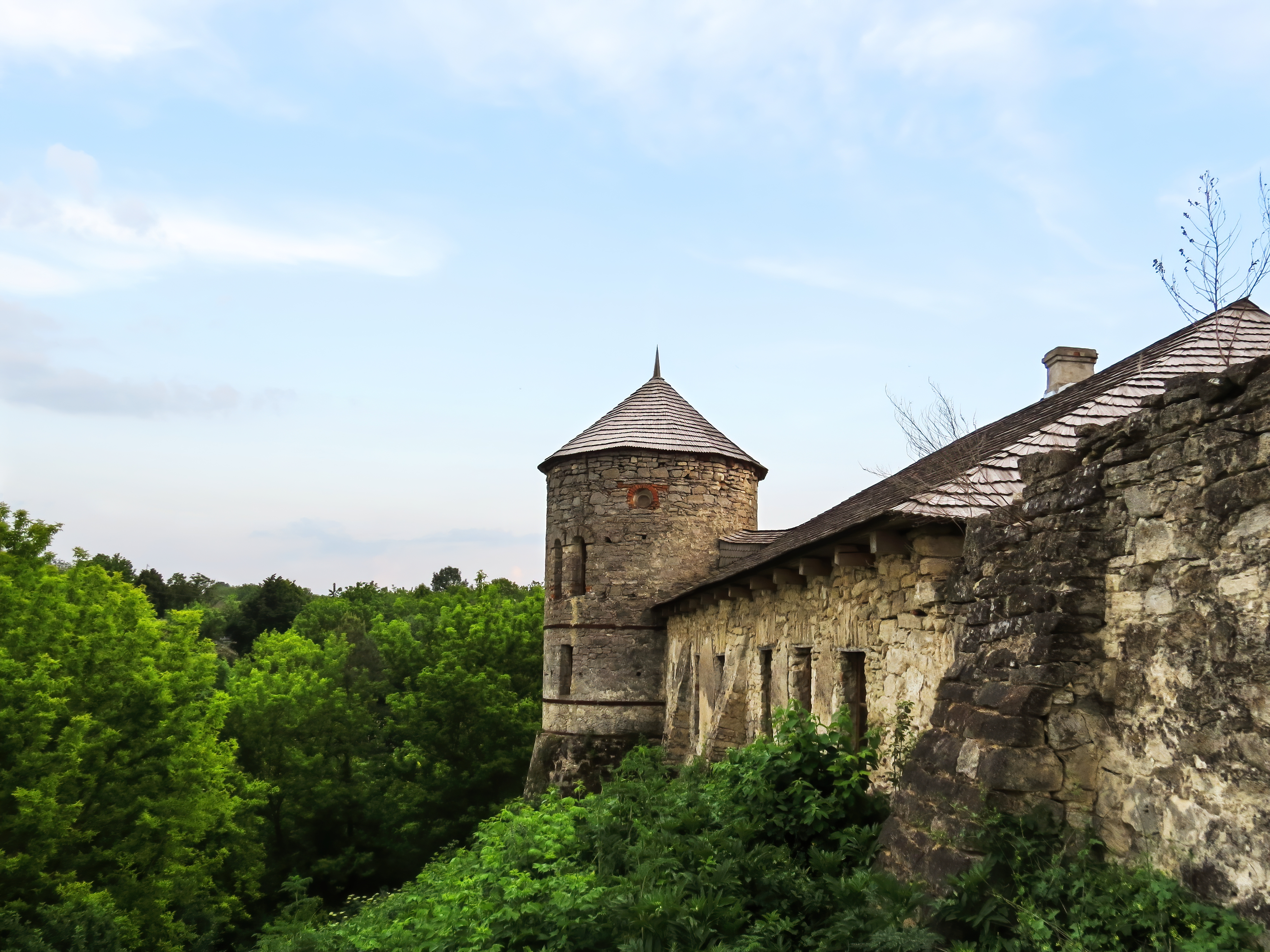
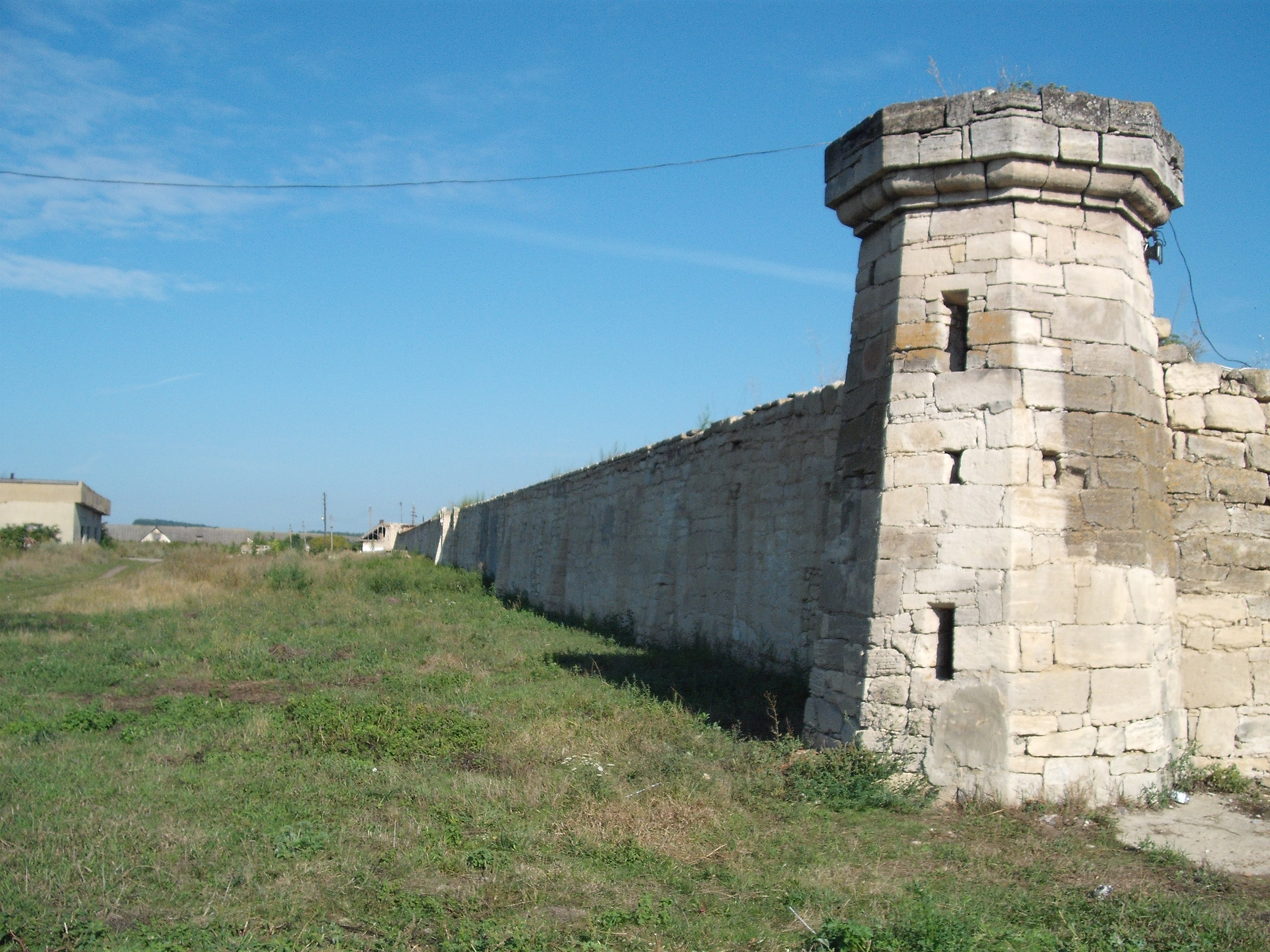

## Джерелa
- - Otroków // Słownik geograficzny Królestwa Polskiego. — Warszawa : Druk «Wieku», 1886. — Т. VII. — S. 762. (пол.) (пол.)
  - Роксолани - цяточка на мапі з цікавою історією -  НАН України. Інститут історії України. – Том 4. – К.: КРІОН, 2009. – 608 с: іл.